# Лондондеррі Тауншип (округ Бедфорд, Пенсільванія)
Лондондеррі Тауншип (англ. Londonderry Township) — селище (англ. township) в США, в окрузі Бедфорд штату Пенсільванія. Населення — 1637 осіб (2020).

## Демографія
Згідно з переписом 2010 року, у селищі мешкало 1856 осіб у 728 домогосподарствах у складі 546 родин. Було 848 помешкань
Расовий склад населення:
| - 98,5 % — білих - 0,2 % — корінних американців - 0,2 % — чорних або афроамериканців - 0,1 % — вихідців з тихоокеанських островів - 0,1 % — азіатів |

До двох чи більше рас належало 0,9 %. Частка іспаномовних становила 0,2 % від усіх жителів.
За віковим діапазоном населення розподілялося таким чином: 21,9 % — особи молодші 18 років, 59,1 % — особи у віці 18—64 років, 19,0 % — особи у віці 65 років та старші. Медіана віку мешканця становила 43,0 року. На 100 осіб жіночої статі у селищі припадало 104,9 чоловіків;  на 100 жінок у віці від 18 років та старших — 101,8 чоловіків також старших 18 років.
Середній дохід на одне домашнє господарство  становив 56 029 доларів США (медіана — 47 000), а середній дохід на одну сім'ю — 62 518 доларів (медіана — 54 943). Медіана доходів становила 45 833 долари для чоловіків та 28 958 доларів для жінок. За межею бідності перебувало 14,5 % осіб, у тому числі 18,8 % дітей у віці до 18 років та 12,4 % осіб у віці 65 років та старших.
Цивільне працевлаштоване населення становило 916 осіб. Основні галузі зайнятості: освіта, охорона здоров'я та соціальна допомога — 22,8 %, роздрібна торгівля — 13,4 %, будівництво — 12,9 %, виробництво — 12,6 %.